# Байлот
Байлот (англ. Bylot Island, фр. Île Bylot) — остров Канадского Арктического архипелага, находящийся близ северо-восточного побережья Баффиновой Земли, административно относится к региону Кикиктани провинции Нунавут.

## География

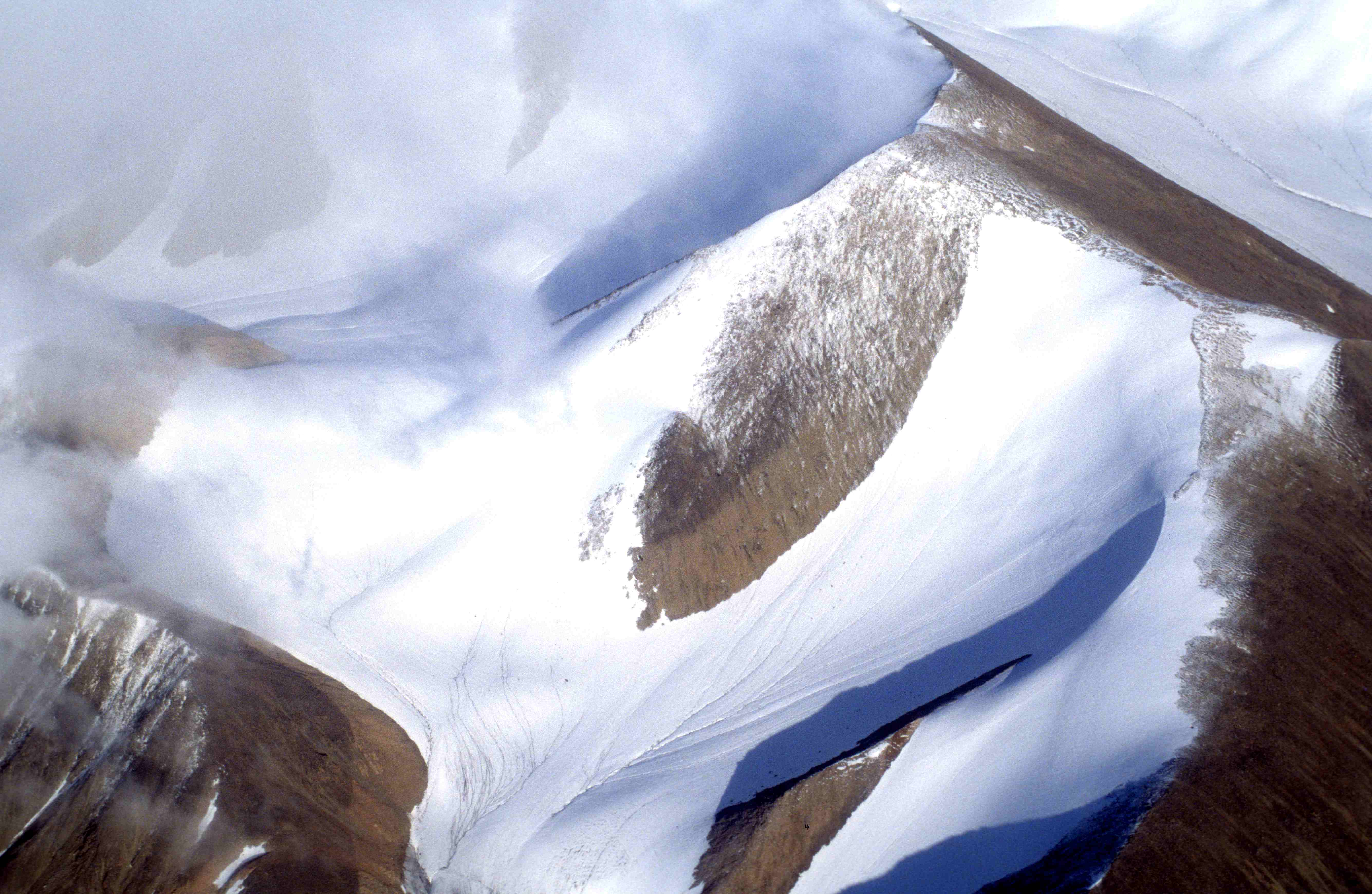
Гора Байэм Мартин на острове

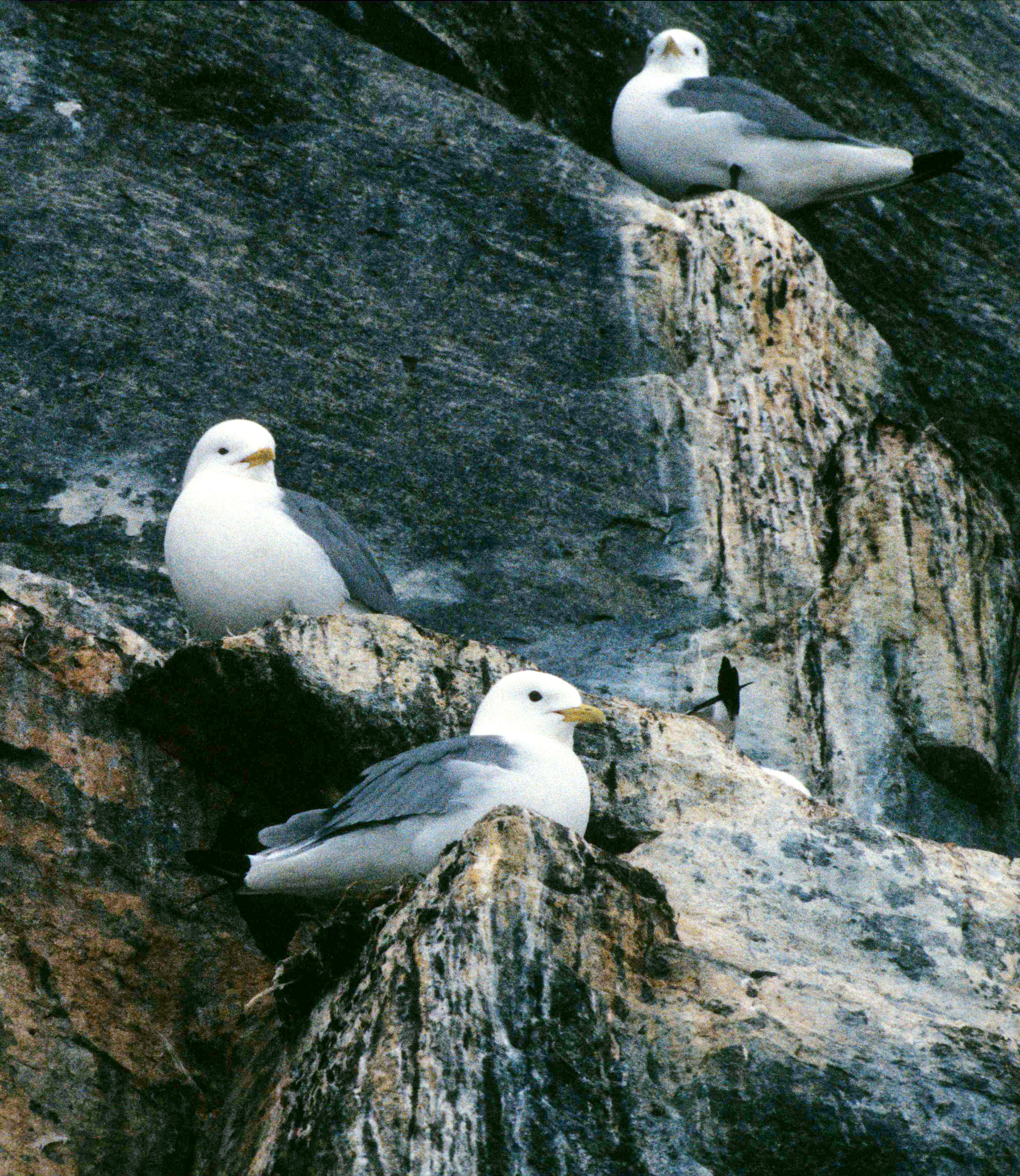
Чайки на скалах у южной оконечности острова

Площадь острова составляет 11 067 км², он занимает 72-е место по площади в мире и 17-е в Канаде. Длина береговой линии 579 км. С востока на запад остров пересекает горный хребет Байам-Мартин.
Остров Байлот — часть национального парка Сирмилик.

## История
Остров Байлот назван в честь Роберта Байлота, который открыл его в 1616 году, в ходе поисков «северо-западного прохода». В 1906 году капитан Джозеф-Элзер Берньер официально провозгласил остров территорией Канады.

## Палеонтология
На острове Байлот присутствуют отложения маастрихтского яруса (поздний меловой период), в которых были найдены окаменелости хрящевых рыб, плезиозавров, мозазаврид, а также динозавров, среди которых гадрозаврид из подсемейства ламбеозаврин и Canadaga arctica — зубастая морская гесперорнисовая птица.